# Cinnamomum crispulum
Cinnamomum crispulum är en lagerväxtart som beskrevs av André Joseph Guillaume Henri Kostermans. Cinnamomum crispulum ingår i släktet Cinnamomum och familjen lagerväxter. Inga underarter finns listade i Catalogue of Life.